# Liste der Monuments historiques in Sabonnères
Die Liste der Monuments historiques in Sabonnères führt die Monuments historiques in der französischen Gemeinde Sabonnères auf.

## Liste der Bauwerke
| Bezeichnung       | Beschreibung | Standort      | Kennzeichnung | Schutzstatus | Datum | Bild |
| ----------------- | ------------ | ------------- | ------------- | ------------ | ----- | ---- |
| Kirche St-Germain |              | (Lage)        | PA00094442    | Inscrit      | 1976  |      |
| Bauernhof         | Erbaut 1774  | Mejoun (Lage) | PA00094443    | Inscrit      | 1985  |      |